# Легка атлетика на Літній універсіаді 2009
Змагання з легкої атлетики на Літній універсіаді 2009 проходили 7-12 липня в Белграді на стадіоні «Црвена Звезда».

## Призери

### Чоловіки
| Дисципліни                | Золото                                                                                          | Золото     | Срібло                                                                                       | Срібло   | Бронза                                                            | Бронза   |
| ------------------------- | ----------------------------------------------------------------------------------------------- | ---------- | -------------------------------------------------------------------------------------------- | -------- | ----------------------------------------------------------------- | -------- |
| 100 метрів                | Роландо Паласіос Гондурас                                                                       | 10,30      | Амр Ібрагім Мостафа Сеуд Єгипет                                                              | 10,31    | Ерігуті Масасі Японія                                             | 10,33    |
| 200 метрів                | Раміль Гулієв Азербайджан                                                                       | 20,04 NR   | Амр Ібрагім Мостафа Сеуд Єгипет                                                              | 20,52    | Тхусо Мпуанг ПАР                                                  | 20,69    |
| 400 метрів                | Канемару Юдзо Японія                                                                            | 45,68      | Клеменс Целлер Австрія                                                                       | 46,12    | Данієль Гарпер Канада                                             | 46,22    |
| 800 метрів                | Саджад Мораді Іран                                                                              | 1.48,02    | Горан Нава Сербія                                                                            | 1.48,06  | Фабіану Песанья Бразилія                                          | 1.48,07  |
| 1500 метрів               | В'ячеслав Соколов Росія                                                                         | 3.42,49    | Самір Хадар Алжир                                                                            | 3.42,50  | Горан Нава Сербія                                                 | 3.42,88  |
| 5000 метрів               | Халіл Аккаш Туреччина                                                                           | 14.06,96   | П'єдра Байрон Еквадор                                                                        | 14.07,11 | Елрой Гелант ПАР                                                  | 14.07,97 |
| 10000 метрів              | Сібабалве Мзазі ПАР                                                                             | 28.21,44   | Дені Майо Франція                                                                            | 28.21,50 | Лунгіса Мдеделва ПАР                                              | 28.21,52 |
| 110 метрів з бар'єрами    | Інь Цзин КНР                                                                                    | 13,38      | Леанн Фурі ПАР                                                                               | 13,66    | Емануеле Абате Італія                                             | 13,70    |
| 400 метрів з бар'єрами    | Трістан Томас Австралія                                                                         | 48,75      | Йосіда Кадзуакі Японія                                                                       | 49,78    | Міхаел Бултхел Бельгія                                            | 49,79    |
| 3000 метрів з перешкодами | Йон Лучанов Молдова                                                                             | 8.25,79    | Халіл Аккаш Туреччина                                                                        | 8.25,80  | Штеффен Улічка Німеччина                                          | 8.26,18  |
| 4×100 метрів              | РосіяМаксим Мокроусов Іван Теплих Роман Смірнов Костянтин Петряшов                              | 39,21      | ПольщаРоберт Кубачик Артур Зачек Каміл Маштак Даріуш Куц                                     | 39,33    | ПАРЛі Джуліус Тхусо Мпуанг Кагішо Кумбане Вільгельм ван дер Вивер | 39,52    |
| 4×400 метрів              | АвстраліяКріс Труд Брендан Коул Трістан Томас Шон Роу Клей Воткінс (забіг) Джон Берстоу (забіг) | 3.03,67    | ПольщаВітольд Банка Кацпер Коззловський Пйотр Кедзя Рафал Верушевський Пйотр Вядерек (забіг) | 3.05,69  | ЯпоніяГіросе Гідеюкі Ісіцука Юсуке Йосіда Кадзуакі Канемару Юдзо  | 3.06,46  |
| Ходьба 20 кілометрів      | Сергій Бакулін Росія                                                                            | 1:20.52 UR | Андрій Рузавін Росія                                                                         | 1:21.08  | Моасір Ціммерманн Бразилія                                        | 1:21.35  |
| Напівмарафон              | Чжао Жань КНР                                                                                   | 1:04.28    | Онісі Томоя Японія                                                                           | 1:04.30  | Франческо Бона Італія                                             | 1:04.35  |
| Стрибки у висоту          | Едуард Мальченко Росія                                                                          | 2,23       | Майкл Мейсон Канада                                                                          | 2,23     | Іван Ільїчов Росія                                                | 2,20     |
| Стрибки з жердиною        | Олександр Грипич Росія                                                                          | 5,60       | Джорджіо П'янтелла Італія                                                                    | 5,55     | Хендрік Грубер Німеччина                                          | 5,45     |
| Стрибки в довжину         | Кім Док Гьон Південна Корея                                                                     | 8,41w      | Ндісс Каба Баджі Сенегал                                                                     | 8,19     | Марцин Стажак Польща                                              | 8,10     |
| Потрійний стрибок         | Нельсон Евора Португалія                                                                        | 17,22      | Ектор Дайро Фуентес Куба                                                                     | 17,13    | Володимир Летніков Молдова                                        | 16,80    |
| Штовхання ядра            | Сослан Циріхов Росія                                                                            | 19,59      | Чжан Цзюнь КНР                                                                               | 19,58    | Кшиштоф Кшивош Польща                                             | 19,38    |
| Метання диска             | Мохаммад Самімі Іран                                                                            | 65,33      | Махмуд Самімі Іран                                                                           | 64,67    | Маркус Мюнх Німеччина                                             | 63,76    |
| Метання молота            | Юрій Шаюнов Білорусь                                                                            | 76,92      | Джеймс Стісі Канада                                                                          | 74,88    | Олексій Сокирський Україна                                        | 73,73    |
| Метання списа             | Айнарс Ковальс Латвія                                                                           | 81,58      | Стюарт Фаркуар Нова Зеландія                                                                 | 79,48    | Пак Че Мьон Південна Корея                                        | 79,29    |
| Десятиборство             | Микола Шубенок Білорусь                                                                         | 7960       | Брент Ньюдік Нова Зеландія                                                                   | 7874     | Аттіла Сабо Угорщина                                              | 7748     |

### Жінки
| Дисципліни                | Золото                                                               | Золото     | Срібло                                                                                   | Срібло   | Бронза                                                            | Бронза   |
| ------------------------- | -------------------------------------------------------------------- | ---------- | ---------------------------------------------------------------------------------------- | -------- | ----------------------------------------------------------------- | -------- |
| 100 метрів                | Ліна Грінчикайте Литва                                               | 11,31      | Такахасі Момоко Японія                                                                   | 11,52    | Соня Тавареш Португалія                                           | 11,54    |
| 200 метрів                | Монік Вільямс Нова Зеландія                                          | 23,11      | Ізабель ле Ру ПАР                                                                        | 23,18    | Сабіна Вейт Словенія                                              | 23,34    |
| 400 метрів                | Фату Бінту Фаль Сенегал                                              | 51,65      | Естер Акінсулі Канада                                                                    | 51,70    | Карлайн М'юр Канада                                               | 52,07    |
| 800 метрів                | Маделяйн Пейп Австралія                                              | 2.01,91    | Ольга Кристя Молдова                                                                     | 2.03,49  | Ребекка Джонстоун Канада                                          | 2.03,67  |
| 1500 метрів               | Марина Мунчан Сербія                                                 | 4.15,53    | Кайла Мак-Найт Австралія                                                                 | 4.16,10  | Елена Гарсія Грімау Іспанія                                       | 4.17,02  |
| 5000 метрів               | Сара Морейра Португалія                                              | 15.32,78   | Нісіхара Касумі Японія                                                                   | 15.46,95 | Наталія Медведєва Росія                                           | 15.49,60 |
| 10000 метрів              | Нісіхара Касумі Японія                                               | 33.14,62   | Тетяна Шутова Росія                                                                      | 33.29,99 | Ольга Мініна Білорусь                                             | 33.32,55 |
| 100 метрів з бар'єрами    | Невін Яніт Туреччина                                                 | 12,89      | Соната Тамошайтіте Литва                                                                 | 13,10    | Андреа Міллер Нова Зеландія                                       | 13,13    |
| 400 метрів з бар'єрами    | Ваня Стамболова Болгарія                                             | 55,14      | Йонна Тільгнер Німеччина                                                                 | 56,02    | Сара Петерсен Данія                                               | 56,40    |
| 3000 метрів з перешкодами | Сара Морейра Португалія                                              | 9.32,62 UR | Анкуце Бобочел Румунія                                                                   | 9.38,14  | Тюркан Ерішміш Туреччина                                          | 9.38,87  |
| 4×100 метрів              | ІталіяОдрі Алло Доріс Томазіні Джулія Арчоні Марія Аурора Сальваньйо | 43,83      | ПольщаЕвеліна Птак Маріка Попович Дорота Єдрусинська Марта Єшке Івона Бжезинська (забіг) | 43,96    | ФранціяЛетиція Дені Айодель Ікуесан Амандін Еляр Люс'єнн Мбелу    | 44,31    |
| 4×400 метрів              | КанадаКарлайн М'юр Амонн Нельсон Кімберлі Гіацинт Естер Акінсулі     | 3.33,09    | РосіяКатерина Вороненкова Олександра Зайцева Надія Созонтова Катерина Вуколова           | 3.34,45  | СенегалНдеє Фатусек Сума Мам Фату Фає Фату Діабає Фату Бінту Фаль | 3.36,33  |
| Ходьба 20 кілометрів      | Ольга Михайлова Росія                                                | 1:30.43 UR | Футісе Масумі Японія                                                                     | 1:31.42  | Ольга Поваляєва Росія                                             | 1:33.58  |
| Напівмарафон              | Сайто Тісато Японія                                                  | 1:13.44    | Цузакі Кікуйо Японія                                                                     | 1:14.03  | Номура Сайо Японія                                                | 1:14.23  |
| Стрибки у висоту          | Аріане Фрідріх Німеччина                                             | 2,00       | Катерина Євсеєва Казахстан                                                               | 1,91     | Джулія Ваннер Німеччина                                           | 1,91     |
| Стрибки з жердиною        | Їржина Птачникова Чехія                                              | 4,55       | Ніколь Бюхлер Швейцарія                                                                  | 4,50     | Крістіна Гадшев Німеччина                                         | 4,50     |
| Стрибки в довжину         | Івана Шпанович Сербія                                                | 6,64       | Ірина Крячкова Росія                                                                     | 6,47     | Рукі Абдулай Канада                                               | 6,44     |
| Потрійний стрибок         | Яріанна Мартінес Куба                                                | 14,40      | Наталія Кутякова Росія                                                                   | 14,14    | Анастасія Матвеєва Росія                                          | 13,94    |
| Штовхання ядра            | Майлін Варгас Куба                                                   | 18,91      | К'яра Роза Італія                                                                        | 18,21    | Олена Копець Білорусь                                             | 17,48    |
| Метання диска             | Дені Семюелс Австралія                                               | 62,48      | Жанета Гланц Польща                                                                      | 60,57    | Катерина Карсак Україна                                           | 60,47    |
| Метання молота            | Бетті Гайдлер Німеччина                                              | 75,83 UR   | Мартіна Грашнова Словаччина                                                              | 72,85    | Катрін Клас Німеччина                                             | 70,97    |
| Метання списа             | Сунетт Вільюн ПАР                                                    | 62,52      | Віра Ребрик Україна                                                                      | 61,02    | Марайке Ріттвег Німеччина                                         | 59,44    |
| Семиборство               | Джессіка Самуельссон Швеція                                          | 6004       | Яна Корешова Чехія                                                                       | 5956     | Салюдес Крістіна Барсена Іспанія                                  | 5828     |

## Медальний залік
| Місце               | Країна              | Золото | Срібло | Бронза | Загалом |
| ------------------- | ------------------- | ------ | ------ | ------ | ------- |
| 1                   | Росія               | 7      | 5      | 4      | 16      |
| 2                   | Австралія           | 4      | 1      | 0      | 5       |
| 3                   | Японія              | 3      | 6      | 3      | 12      |
| 4                   | Португалія          | 3      | 0      | 1      | 4       |
| 5                   | ПАР                 | 2      | 2      | 4      | 8       |
| 6                   | Німеччина           | 2      | 1      | 7      | 10      |
| 7                   | Сербія              | 2      | 1      | 1      | 4       |
| 7                   | Туреччина           | 2      | 1      | 1      | 4       |
| 9                   | Іран                | 2      | 1      | 0      | 3       |
| 9                   | КНР                 | 2      | 1      | 0      | 3       |
| 9                   | Куба                | 2      | 1      | 0      | 3       |
| 12                  | Білорусь            | 2      | 0      | 2      | 4       |
| 13                  | Канада              | 1      | 3      | 4      | 8       |
| 14                  | Італія              | 1      | 2      | 2      | 5       |
| 15                  | Нова Зеландія       | 1      | 2      | 1      | 4       |
| 16                  | Молдова             | 1      | 1      | 1      | 3       |
| 16                  | Сенегал             | 1      | 1      | 1      | 3       |
| 18                  | Литва               | 1      | 1      | 0      | 2       |
| 18                  | Чехія               | 1      | 1      | 0      | 2       |
| 20                  | Південна Корея      | 1      | 0      | 1      | 2       |
| 21                  | Гондурас            | 1      | 0      | 0      | 1       |
| 21                  | Азербайджан         | 1      | 0      | 0      | 1       |
| 21                  | Болгарія            | 1      | 0      | 0      | 1       |
| 21                  | Латвія              | 1      | 0      | 0      | 1       |
| 21                  | Швеція              | 1      | 0      | 0      | 1       |
| 26                  | Польща              | 0      | 4      | 2      | 6       |
| 27                  | Єгипет              | 0      | 2      | 0      | 2       |
| 28                  | Україна             | 0      | 1      | 2      | 3       |
| 29                  | Франція             | 0      | 1      | 1      | 2       |
| 30                  | Австрія             | 0      | 1      | 0      | 1       |
| 30                  | Алжир               | 0      | 1      | 0      | 1       |
| 30                  | Еквадор             | 0      | 1      | 0      | 1       |
| 30                  | Казахстан           | 0      | 1      | 0      | 1       |
| 30                  | Румунія             | 0      | 1      | 0      | 1       |
| 30                  | Словаччина          | 0      | 1      | 0      | 1       |
| 30                  | Швейцарія           | 0      | 1      | 0      | 1       |
| 37                  | Іспанія             | 0      | 0      | 2      | 2       |
| 37                  | Бразилія            | 0      | 0      | 2      | 2       |
| 39                  | Бельгія             | 0      | 0      | 1      | 1       |
| 39                  | Данія               | 0      | 0      | 1      | 1       |
| 39                  | Словенія            | 0      | 0      | 1      | 1       |
| 39                  | Угорщина            | 0      | 0      | 1      | 1       |
| Загалом (42 збірні) | Загалом (42 збірні) | 46     | 46     | 46     | 138     |

## Виступ українців
| Чоловіки (10) | Чоловіки (10)       | Чоловіки (10) | Чоловіки (10) |
| Місце         | Атлет               | Дисципліна    | Результат     |
| ------------- | ------------------- | ------------- | ------------- |
| 3             | Олексій Сокирський  | молот         | 73,73         |
|               | Олександр Корчмід   | жердина       | 5,40          |
|               | Євген Семененко     | потрійний     | 16,80 PB      |
|               | Василь Матвійчук    | напівмарафон  | 1:05.00       |
|               | Іван Гришин         | диск          | 61,32 PB      |
|               | Олександр Осмолович | 800 м         | 1.48,85       |
|               | Руслан Дмитренко    | ходьба 20 км  | 1:22.46       |
| заб           | Олександр Борисюк   | 1500 м        | 3.45,28       |
| кв            | Дмитро Тидень       | потрійний     | 16,19         |
| кв            | Роман Авраменко     | спис          | 71,14         |

| Жінки (6) | Жінки (6)          | Жінки (6)  | Жінки (6) |
| Місце     | Атлетка            | Дисципліна | Результат |
| --------- | ------------------ | ---------- | --------- |
| 2         | Віра Ребрик        | спис       | 61,02     |
| 3         | Катерина Карсак    | диск       | 60,47     |
|           | Ольга Завгородня   | 800 м      | 2.03,84   |
|           | Тетяна Загрійчук   | 5000 м     | 16.12,75  |
|           | Інна Саєнко        | молот      | 65,91     |
| заб       | Валентина Горпинич | 3000 м з/п | DNF       |